# Білопільський район (Бердичівська округа)
Білопільський райо́н — адміністративно-територіальна одиниця УСРР; існував з 1923 по 1925 роки в складі Бердичівської округи Київської губернії. Районний центр — село Білопілля.

## Історія
Утворений 7 березня 1923 в складі Бердичівської округи Київської губернії з Білопільської, Верболозької, Вернигородської, Камінської, Кашперівської, Мало-П'ятигірської, Халаїмгородоцької сільських рад Білопільської волості та Велико-Гадомецької, Велико-Низгурецької, Глуховецької, Гуровецької, Закутинецької, Іванковецької, Красівської, Пузирецької, Садківської, Семенівської сільських рад Пузирецької волості Бердичівського повіту.
27 березня 1925 до складу району було передано Велико-Радзивілівську сільську раду Козятинського району.
17 червня 1925 район розформований, з віднесенням території:
- Білопільської, В.-Гадомської, Велико-Низгурецької, Глуховецької, Гуровецької, Закутинецької, Іванківської, Кашперівської, Красівської, Пузирецької, Садківської та Семенівської сільрад до складу Махнівського району;
- Мало-П'ятигірської, Камінецької і Халаїмгородоцької сільрад до складу Вчорайшенського району;
- Верболозької, Вернигородської і Велико-Радзивилівської сільрад до складу Козятинського району[3].